# تارو كونو
تارو كونو (باليابانية: 河野太郎) (و. 1963 –  م) هو سياسي، وزير خارجية اليابان وبروفيسور (أستاذ جامعي) من اليابان . ولد في هيراتسوكا، كاناغاوا . تولى منصب عضو مجلس النواب من اليابان .
وهو عضو في الحزب الليبرالي الديمقراطي الياباني .تخرج من جامعة جورج تاون، وانتخب لأول مرة في عام 1996. وفي عام 2009، و سعى في حملته ليكون رئيس الحزب الديمقراطي الليبرالي. [1] والده هو يوهي كيونو، أول رئيس للحزب الديمقراطي الليبرالي الذي لم يتولى رئاسة وزراء اليابان. وصف كونو بأنه «رائد» على مختلف السياسات، وكان كونو قد تم تعيينه وزيرا للخارجية في 3 أغسطس 2017 بعد إعادة تشكيل مجلس الوزراء من قبل رئيس الوزراء شينزو آبي. [2]

## التعليم
تعلم في جامعة جورجتاون، وجامعة كيئو